# Willy Bartusch
Willy Bartusch (* 17. Januar 1912 in Weißwasser; † 1996 in Spremberg) war ein deutscher Politiker (DBD).

## Leben
Bartusch war der Sohn eines Fleischermeisters und besuchte die Volksschule. Danach wurde er zum kaufmännischen Angestellten ausgebildet, arbeitete als Handlungsgehilfe und ab 1930 im landwirtschaftlichen Betrieb seiner Eltern. Am 30. Juli 1937 beantragte er die Aufnahme in die NSDAP und wurde rückwirkend zum 1. Mai desselben Jahres aufgenommen (Mitgliedsnummer 4.920.529).
Nach dem Zweiten Weltkrieg trat Bartusch 1945 in den Freien Deutschen Gewerkschaftsbund und 1948 in die Demokratische Bauernpartei Deutschlands ein. Von 1951 bis 1952 war er Kreisrat für Landwirtschaft in Spremberg und von 1952 bis 1960 stellvertretender Vorsitzender des Rates des Bezirkes Cottbus. Die DBD vertrat er mehrere Jahre als Abgeordneter im Bezirkstag Cottbus. Nach 1960 war er als Genossenschaftsbauer tätig und bis 1977 stellvertretender Vorsitzender des Bezirksverbandes Cottbus der DBD. 1973 war Willy Bartusch Mitglied des Rates des Kreises Spremberg.
1960 erhielt er die Ehrennadel der Gesellschaft für Deutsch-Sowjetische Freundschaft, deren Sekretariat des Bezirksvorstandes Cottbus er angehörte.

## Schriften (Auswahl)
- (mit Kurt Kutzschbauch): Ein Kreis und sein Umweltschutzprogramm – Erfahrungen und Ergebnisse aus dem Kreis Spremberg. In: Stadt und Gemeinde Jahrgang 17 (1973), Hefte 11 und 12, S. 14–17.